# Eriochloa parvispiculata
Eriochloa parvispiculata är en gräsart som beskrevs av Charles Edward Hubbard. Eriochloa parvispiculata ingår i släktet Eriochloa och familjen gräs. Inga underarter finns listade i Catalogue of Life.